# Гайдалов, Тимур Хадалавович
Тиму́р Хадала́вович Гайда́лов (7 ноября 1976, Буйнакск) — российский боксёр первой средней весовой категории, успешно выступал за сборную в конце 1990-х — начале 2000-х годов. Чемпион Европы, серебряный призёр чемпионата мира, трёхкратный чемпион России, заслуженный мастер спорта. В настоящее время является бизнесменом, занимается общественной деятельностью, возглавляет Федерацию бокса студентов Москвы.

## Биография
Тимур Гайдалов родился 7 ноября 1976 года в Буйнакске, Дагестан. В детстве занимался в секции вольной борьбы, но в конечном итоге сделал выбор в пользу бокса. Первое время тренировался под руководством детского тренера Рашидбека Ахмедова, позже был подопечным заслуженного тренера Зубера Джафарова.
В 1991 году уже выиграл чемпионат России среди юношей в Пятигорске. Позже одержал несколько побед на турнирах «Юность России», был лучшим на зональном молодёжном первенстве страны, прошедшем в городе Горячий Ключ. Первого серьёзного успеха на ринге добился в 1997 году, выиграв серебряную медаль на чемпионате России — в решающем матче уступил олимпийскому чемпиону Олегу Саитову. Год спустя стал чемпионом, одолев всех своих соперников на соревнованиях в Белгороде.
Выбившись в лидеры сборной в категории до 67 кг, удостоился права защищать честь страны на чемпионате мира 1999 года в Хьюстоне. С тяжелейшими боями дошёл до финала и в решающем поединке со счётом 5:3 победил титулованного кубинца Хуана Эрнандеса Сьерру, однако кубинская делегация подала протест, решение судей было отменено, и Гайдалов остался без золотой медали. В 2001 году вновь выиграл чемпионат России съездил на мировое первенство в Белфаст, но здесь выступил значительно хуже предыдущего раза, не сумев пройти стадию четвертьфиналов. Одним из самых успешных в карьере Гайдалова получился 2002 году, он в третий раз стал чемпионом России и занял первое место на чемпионате Европы в Перми.
Затем в его карьере наступил некоторый спад, вызванный многочисленными усугубившимися травмами. В 2006 году после поражения на чемпионате России в Ханты-Мансийске Тимур Гайдалов вынужден был оставить национальную сборную. Завершив спортивную карьеру, занялся бизнесом, помимо этого, занимает должность президента Федерации бокса студентов Москвы. Окончил Дагестанский государственный педагогический университет, где учился на факультете физической культуры. С 2014 года занимает должность заместителя Председателя Комитета по спорту, туризму и делам молодежи fдминистрации Махачкалы. Женат, есть шестеро детей и взял вторую жену летом 2024 года